# Bolbelasmus bocchus vaulogeri
Bolbelasmus bocchus vaulogeri es una subespecie de coleóptero de la familia Geotrupidae.

## Distribución geográfica
Habita en África.